# Club Deportivo América
Il Club Deportivo América, conosciuto anche come América de Quito o semplicemente América è una società calcistica ecuadoriana, con sede a Quito.

## Storia
La squadra è stata fondata nel 1939 ed ha esordito nel massimo campionato ecuadoriano nella stagione 1962. Tra gli anni '60 e anni '80 ha disputato numerosi molti campionati nella massima serie ecuadoriana, vivendo il massimo periodo di gloria tra il 1969 e il 1972.
Nel 1969 giunge al secondo posto del Campeonato Nacional de Fútbol.
Il piazzamento le dà il diritto di partecipare alla Coppa Libertadores 1970, giungendo al quarto posto del Gruppo IV, non riuscendo così ad accedere ai quarti finali del torneo. L'América bissa il piazzamento in campionato anche nella stagione 1970.
Raggiunge nuovamente il secondo posto in campionato nel torneo 1971, ad un punto dai campioni del Barcelona SC. Nel 1971 vince la seconda edizione della Copa Ganadores de Copa, che però non è considerato ufficiale dalla CONMEBOL.
Partecipa alla Coppa Libertadores 1972, giungendo al secondo posto del Gruppo 2, non riuscendo così ad accedere alle semifinali del torneo.
Dopo un periodo di assenza nella massima serie di più di trent'anni, l'América tornò a giocare nella massima nella stagione 2019, retrocedendo però immediatamente in cadetteria.

## Palmarès

### Competizioni nazionali
- Segunda Categoría: 1

2016

### Competizioni internazionali
- Copa Ganadores de Copa: 1

1971